# حاوه (روستا)
 حاوه  به عربی ( الَحاوة  )، روستایی است در دهستان 

## جمعیت
جمعیت آن (۱۵۰) نفر (۱۱ خانوار) می‌باشد.